# Typ 96 (Transportpanzer)
Der Typ 96 (jap. 96式装輪装甲車, 96-shiki sōrin sōkōsha, dt. „Typ-96-Panzerwagen“) ist ein achträdriger (8×8) allradgetriebener Truppentransportpanzer aus japanischer Produktion. Das Fahrzeug ist nicht amphibisch.

## Beschreibung

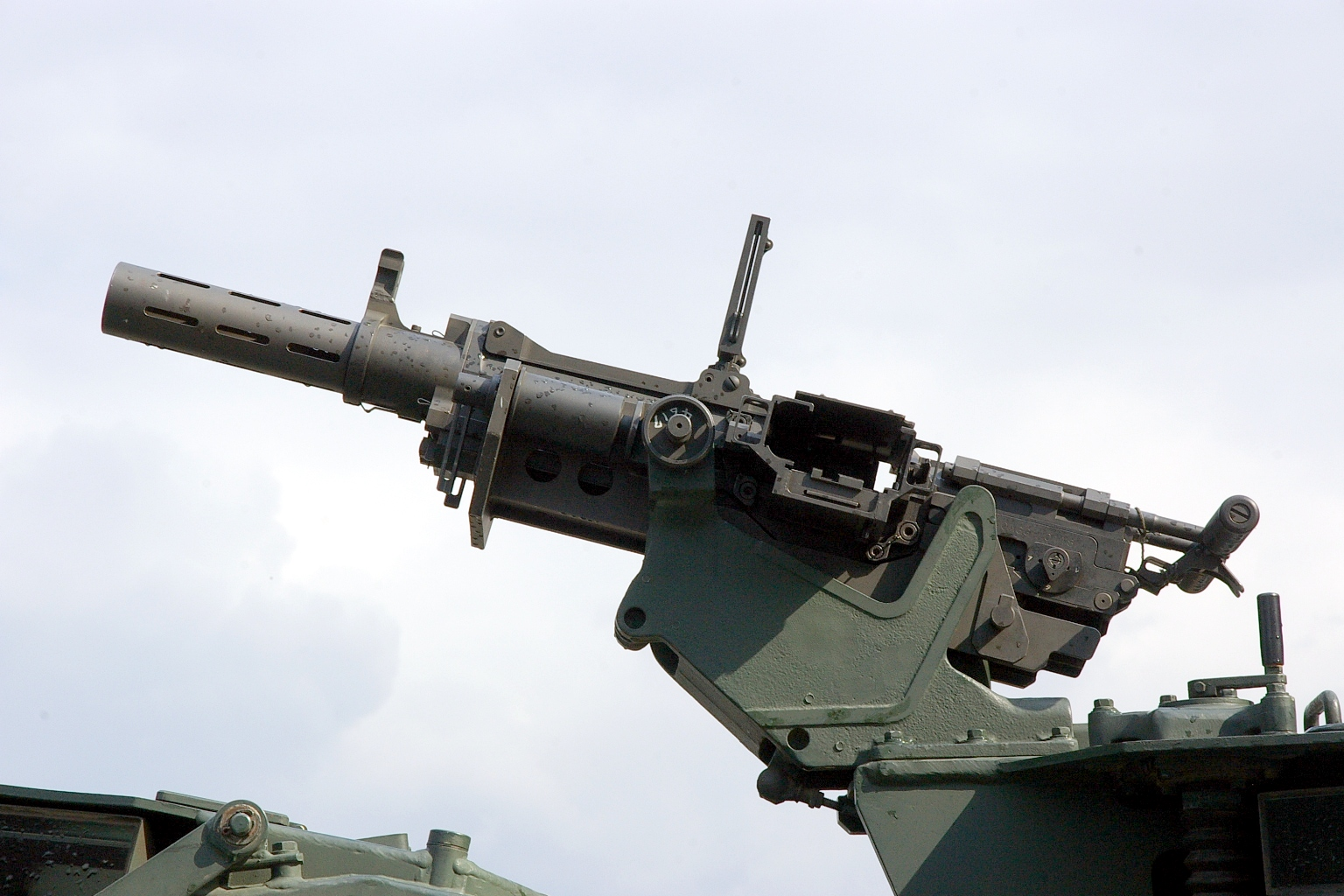
Der 40-mm-Howa-Type-96-Granatwerfer

Der Typ 96 ist der modernste Radpanzer im Dienste der japanischen Bodenselbstverteidigungsstreitkräfte. Die Produktion wurde im Jahr 1995 aufgenommen. Von der japanischen Armee wurden 500 Fahrzeuge bestellt. Der Typ 96 wurde bisher nicht exportiert.
Der Typ 96 ist für einen Radpanzer dieser Klasse allenfalls mittelschwer gepanzert. Vorteilhaft ist hingegen die niedrige Fahrzeugsilhouette. Die Bewaffnung besteht aus einem 12,7-mm-Maschinengewehr und einem 40-mm-Granatwerfer. Die Besatzung besteht aus zwei Mann, der Fahrzeuginnenraum bietet noch weiteren acht Soldaten Platz. Der Typ 96 verfügt über eine Dachluke und eine Hecktür.